# Pleurobema flavidulum
Pleurobema flavidulum ra una especie de molusco bivalvo  de la familia Unionidae.

## Distribución geográfica
fue  endémica de los  Estados Unidos.

## Hábitat
Su hábitat natural eran: los ríos.